# Oxandra nitida
Oxandra nitida är en kirimojaväxtart som beskrevs av Robert Elias Fries. Oxandra nitida ingår i släktet Oxandra och familjen kirimojaväxter. Inga underarter finns listade i Catalogue of Life.